# Hannibal vainqueur contemple pour la première fois l'Italie depuis les Alpes
Aníbal vencedor contempla por primera vez Italia desde los Alpes
Hannibal vainqueur contemple pour la première fois l’Italie depuis les Alpes (en espagnol : Aníbal vencedor contempla por primera vez Italia desde los Alpes) est une peinture à l'huile sur un thème historique que Francisco de Goya présenta à un concours de peinture organisé par l'Académie de Parme, le 29 mai 1770. Le travail, considéré comme le chef-d'œuvre des débuts du peintre, est visible au Musée du Prado. Une copie ancienne, également sur la toile, a été acquise par le Musée de Saragosse. 

## Contexte
Goya se rendit sur ses fonds propres en Italie pour un voyage d’étude en 1770 dans le but d'apprendre des grands maîtres italiens. Dans l'un de ses séjours à Parme, il décida de se présenter à un concours dont le thème était représenter « Hannibal vainqueur contemple pour la première fois l’Italie depuis les Alpes ». Goya a détaillé les conditions de sa convocation par l'Académie de Parme : 

« Vous représenterez Hannibal, levant la visière de son casque, se tournant vers un génie, qui le prend par la main, observe de loin la belle campagne de l'Italie sujet, et dans ses yeux et sur son visage reflète la joie intérieure et la confiance de la noble fin de leur victoire »

Bien que Goya n’eût pas gagné le concours, il reçut, avec 6 voix sur 15, une mention spéciale du jury,, qui blâmait un manque de réalisme dans la couleur et le détail. Cependant, le travail montre dès 1770 la perfection dans tous les aspects techniques de la peinture à l'huile, dans une toile d’une extraordinaire complexité, la toile devant représenter des éléments du passé comme du futur, des scènes et des paysages face et de dos au spectateur. La toile atteste également de la qualité de son dessin, présents dans les notes du cahier italien, de l'utilisation habile de la glacis, de la lumière et des couleurs rosées pour créer des effets aérés.
Goya développa la symbolique de la toile au-delà de ce qui était demandé par le concours, en présentant la Victoire, la rivière Po, et des éléments géographiques liés aux batailles d’Hannibal face aux légions romaines.

## Description
Le tableau montre Hannibal debout dans une pose dynamique, guidé par une victoire ailée, qui observe le paysage de l'Italie que le spectateur ne peut voir, à partir d'un monticule rocheux. À sa gauche (à droite de l'observateur) se trouve un génie portant un drapeau et derrière le ciel nuageux descend la Victoire dans son équipage, la main sur une roue (allusion possible aux changements d’humeur de la Fortune) et portant une couronne de laurier. Une partie de la cavalerie d'Hannibal commence à descendre dans la vallée par le côté droit, et en fond à gauche se devine une bataille. Au premier plan et de dos, apparaît un corps humain robuste à tête de bœuf qui contemple l'allégorie : c’est le fleuve Pô, qui verse un récipient d’où naissent ses sources, d’après la représentation de la Lombardie dans Iconologie de Cesare Ripa. Un fort vent gonfle le drapeau blanc du chevalier et la couche d'Hannibal. 

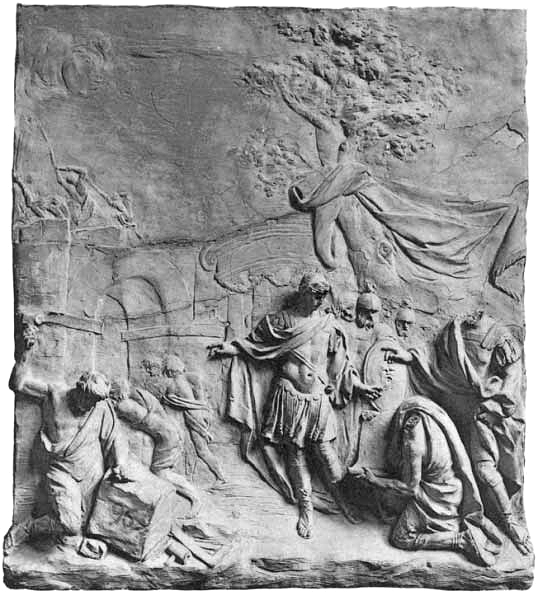
La Construction du pont d'Alcantara à Tolède, sculpture de José Arias qui aurait inspiré Goya pour ce tableau.

La composition initiale a été inspirée par le bas-relief de José Arias, La construction du pont d'Alcantara à Tolède que l'auteur avait présentée en 1766 pour soutenir le concours de seconde année de sculpture organisé par l'Académie royale des beaux-arts de San Fernando, où il remporta le premier prix de sa catégorie. Il est probable que pour ce concours, Goya eût pris des notes du bas-relief d’Arias puis les réutilisa pour Hannibal. De nombreux éléments correspondent, jusque dans la position de Trajan au centre de la composition sculpteur et dans les lignes générales du tableau.
Les bleus, roses et gris perle dominent une palette chromatique douce, qui a été interprété comme une expression de caractère classique et irréel de la scène, devenant ainsi même héroïque.

## Devenir de la toile
Envoyée pour le concours à Naples depuis Rome, la toile lui sera réexpédiée à Saragosse, où le peintre reviendra fin juin 1771.
Au XIXe siècle, le tableau fut acheté comme une œuvre anonyme par le magnat Fortunato de Selgas Albuerne pour son manoir de la Quinta de Selgas (es) située à Cudillero (Asturies). En 1993, Jesús Urrea, alors directeur adjoint du Musée du Prado, dévoila son auteur et le musée inclut la toile dans une exposition l'année suivante. 
En septembre 2011 le musée madrilène obtint le prêt temporaire du tableau pour six ans après la signature d’un accord avec la Fondation Selgas-Fagalde. Cet accord comprend la restauration de divers travaux du palais et l'organisation de deux expositions.
En 2020, la Fundación Amigos del Museo del Prado achète la toile à la Fondation Selgas Fagalde.